# Chiropsella rudloei
Chiropsella rudloei (Bentlage, 2013) è una specie di cnidari cubozoi della famiglia Chiropsalmidae.
Il nome le è stato assegnato in onore a Jack Rudloe, biologo marino.

## Descrizione
La C. rudloei ha fino ad otto tentacoli che nascono da ogni pedalium, appendice muscolosa alla base della campana cubica, e dei diverticula, ossia dei sacchetti semplici vicino alla cavità gastro-vascolare.  In particolare, il genere Chiropsella si contraddistingue per via dei diverticula uniti, pieni e a forma di pomello o di rene e dai pedalia unilateri. I diverticula sono con una tipica forma a rene, simili a quelli riscontrati nella C. bart Gershwin & Alderslade, 2006. I tentacoli sono a sezione circolare e variano da 5 a 11, secondo lo stadio di sviluppo della medusa. Essi si dividono in numerose ramificazioni opposte, dalle quali dipartono tentacoli.
L'esombrella della C. rudloei è liscia, senza verruche né nematocisti, le quali si trovano però alla punta di ogni tentacolo, come sulla sua lunghezza e alla sua base, sul manubrio e sulle facelle.  I ropali, sebbene non sembrano avere degli occhi piccoli laterali, sono dotati di due occhi con lente e una statociste. I ropali sono protetti da una nicchia a forma di cupola, con un lembo di esombrella rettangolare che ne copre la parte superiore.
Le dimensioni della C. rudloei variano attorno a 80mm di lunghezza per 65 mm di diametro dell'ombrella per la medusa adulta. Alcuni esemplari sono risultati più piccoli di almeno due terzi.
Anche se le informazioni sulla pericolosità della C. rudloei sono scarse, le meduse del genere  Chiropsella non sono note per essere particolarmente velenose, al contrario di altre specie di chirodropidi.

## Distribuzione e habitat
Le cubomeduse C. rudloei si distribuiscono nell'Oceano Indiano, dalle coste del Madagascar. Vivono nelle foreste di mangrovie, in zone ricche di nutrimenti. Queste meduse si cibano di piccoli pesci e gamberi e sembrano avere un modo di vita legato alle stagioni, con una maggiore frequentazione delle acque costiere durante la stagione delle piogge.